# Salvador Dalí (Euronight)
Il treno Euronight Salvador Dalí era una relazione notturna che collegava Milano a Barcellona.

## Il treno
Il treno partiva dalla stazione di Milano Centrale ogni lunedì, mercoledì e venerdì sera, arrivando alla stazione Francia di Barcellona il giorno successivo, ed effettuava il tragitto inverso il martedì, il giovedì e la domenica. La corsa, classificata come EuroNight 372 verso Barcellona ed EuroNight 371 verso Milano, durava circa tredici ore e prevedeva fermate per servizio viaggiatori a Novara, Torino Porta Susa, Bardonecchia, Perpignano, Cerbère, Figueres (città natale del pittore spagnolo che dava il nome al treno) e Girona, nonché alcune soste tecniche. Nella tratta Barcellona-Lione viaggiava avendo in composizione anche le carrozze di una relazione analoga che collegava Barcellona con Zurigo (i due convogli venivano uniti e divisi a Lione senza effettuare servizio viaggiatori). Il treno, che offriva 4 livelli di servizio e la ristorazione a bordo, era composto da carrozze Talgo adibite al servizio notturno, che effettuavano automaticamente il cambio di scartamento dei carrelli tra lo scartamento europeo di 1435 mm e quello iberico di 1668 mm all'attraversamento del confine tra Francia e Spagna; considerando sia le carrozze da/per Zurigo che quelle da/per Milano, il numero totale di carrozze variava da 12 a 14. Nella tratta italiana, la trazione del treno era affidata in genere ai locomotori E.656 e a volte ai locomotori E.402B e venivano inseriti in composizione due generatori termici, in testa e coda treno, in quanto i locomotori italiani non erano in grado di alimentare i sistemi elettrici delle carrozze Talgo. Introdotto nel settembre 1989, il collegamento Milano-Barcellona è stato soppresso e ha effettuato l'ultima corsa il 7 dicembre 2012.